# Floor Vermeulen
Floor Vermeulen (Boskoop, 31 juli 1984) is een Nederlands politicus en bestuurder. Hij is lid van de VVD. Sinds 18 juni 2021 is hij burgemeester van Wageningen.

## Biografie
Vermeulen volgde van 1998 tot 2004 middelbaar onderwijs op het Coornhert Gymnasium in Gouda. Van 2004 tot 2007 studeerde hij politicologie in Leiden en behaalde daar een Bachelor of Arts. Hij was daar lid van de faculteitsraad Sociale Wetenschappen en lid van de studentenpartij Studenten Groepering Leiden (SGL). Tijdens zijn politieke loopbaan is hij actief geweest als bestuurslid bij het Longfonds, was hij lid van de cliëntenraad van het LUMC en voorzitter van de Nederlandse Montessori Vereniging.
Vermeulen was van 2007 tot 2015 lid van de Provinciale Staten, vanaf 2010 als VVD-fractievoorzitter, en vanaf 2015 lid van de Gedeputeerde Staten van Zuid-Holland. Vanaf 28 mei 2015 had hij in zijn portefeuille Verkeer en vervoer, Vervoersautoriteit en MRDH, Communicatie, Vergunningverlening en was hij de 5e loco-commissaris van de Koning. Vanaf 4 september 2019 had hij in zijn portefeuille Verkeer en vervoer, Bestuur en maatschappij, Vergunningverlening, IPO-bestuur en was hij de 1e loco-commissaris van de Koning.
Vermeulen werd op 13 april 2021 door de gemeenteraad van Wageningen voorgedragen als burgemeester. Op 7 juni van dat jaar bleek de minister van Binnenlandse Zaken en Koninkrijksrelaties de voordracht over te nemen. Bij koninklijk besluit werd hij per 18 juni 2021 benoemd. Op die datum werd hij ook geïnstalleerd en beëdigd door John Berends, commissaris van de Koning in Gelderland. Hij kreeg Openbare orde en veiligheid, Crisisbeheersing, Brandweer, Evenementenvergunningen, Asielzaken (betrokkenheid bij individuele cases), Internationale samenwerking, Stad der Bevrijding en Cultuurhistorie, Erfgoed, gemeentearchief in zijn portefeuille.
Vermeulen is, naast zijn nevenfuncties ambtshalve, lid van de strategische adviesraad van de Unit Mobility and Built Environment van TNO, lid van de commissie Dilemma van de VVD, jurylid van de Ronald E. Waterman Sustainability Award en voorzitter van het Platform Ruimte voor Lopen.  